# 6,5 x 58 mm Vergueiro
O 6,5 x 58 mm Vergueiro (ou Mauser-Vergueiro ou ainda 6,5×58mm Português) é um cartucho de fuzil, de fabricação portuguesa. Foi utilizado desde 1904 no o fuzil Mauser-Vergueiro. Ele foi substituído pelo 7,92×57mm em 1937 quando o fuzil Mauser-Vergueiro foi substituído pelo Karabiner 98k.

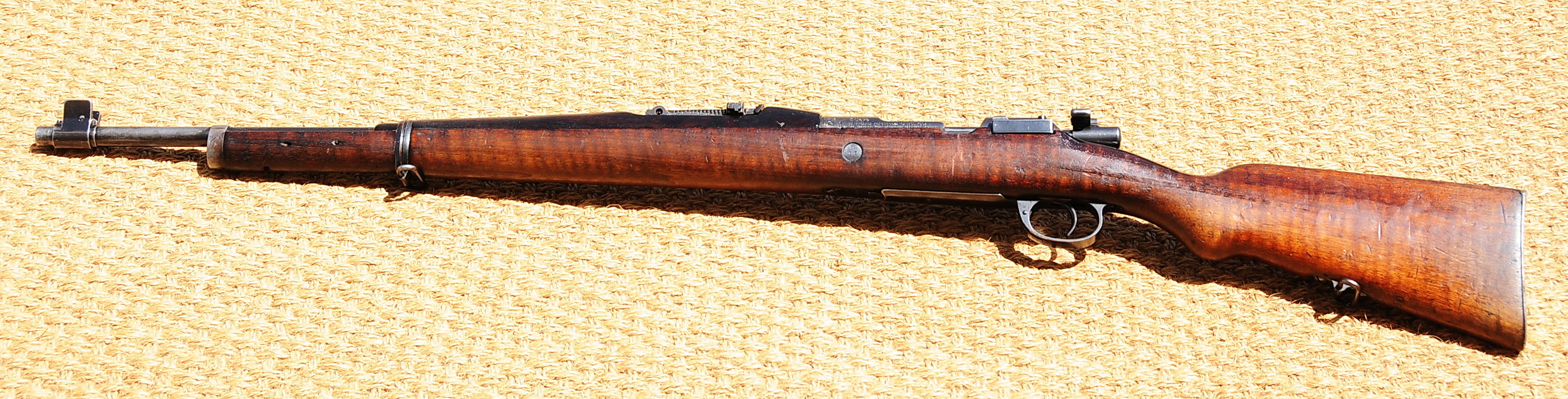
O fuzil Mauser-Vergueiro.